# Puimayen
Puimayen es una localidad balnearia del departamento de Rocha, Uruguay.

## Ubicación
El balneario se encuentra situado en la zona noreste del departamento de Rocha, sobre las costas del océano Atlántico, al suroeste y lindando con el balneario Barra del Chuy.

## Población
Según el censo de 2023 residen en el balneario 1346 habitantes de forma permanente y existen 2237 viviendas edificadas.
| 78            | 192 | 386 | 503 | 505 | 1346 |
| (Fuente: INE) |     |     |     |     |      |

El censo 2016 al cambiar el sistema de registro y hacerse con herramientas informáticas, no relevo al balneario Puimayen, solo una pequeña parte del Mismo. Se estima que en 2018 cuenta con una población estable que supera las 800 personas, y cerca de 1500 viviendas construidas... triplicando los existentes en Barra del Chuy. La inexistencia de la presencia del estado , ha determinado la centralización de sus pocos servicios en Barra del Chuy, funcionando una Junta Local que depende directamente de la ciudad de Rocha, contando con un concejo vecinal integrado por cuota política partidaria por vecinos de la Barra del Chuy. Es así que se están organizando los vecinos, fundamentalmente de la actual parada 17 hacia el fondo del balneario a efectos de solucionar temas que permanecen sin resolver por parte de los ediles de la Junta Local de Barra de Chuy y la Intendencia Municipal de Rocha. En este sentido se realizan reuniones perìodicas, y se ha establecido un grupo de whattapps, cuyo número de contacto es 095630483. El balneario cuenta con un solo acceso de los cuatro previstos desde 1949, dos salidas y entradas desde la ruta nacional 9, a la altura de Palmares de La Coronilla y dos salidas hacia la ciudad de Chuy. La única salida es conocida como el camino de las barritas y eso genera la ausencia de transporte para cerca de 300 de sus habitantes estables. Cabe indicar que fuera de la temporada de verano, el transporte se reduce a pocos servicios diarios a Chuy en coches muy viejos y sin mantenimiento, y dos Empresas Intederpartamentales, Nuñez-Cynsa con un turno hacia Montevideo, y Tureste con dos servicios diarios hacia la ciudad de Treinta y Tres.

## Historia
Próximo a su emplazamiento existía la colonia de vacaciones de la Federación Nacional de Magisterio, donde en la década de los 60 concurría el Maestro Julio Castro. Durante el Gobierno Militar (1973-1985) se realizaban reuniones donde se intercambiaba información interna y externa...fundamentalmente entre algún sector del partido colorado, Movimiento Nacional de Rocha y Movimiento Por la Patria del Partido Nacional, y sectores del recientemente formado Frente Amplio Los militares allanaron la Casa del Maestro, la vivienda fue reiteradamente saqueada, hasta que la FUM determinó su demolición, pero en su predio fue construido a partir del 2014 un moderno Camping. A pesar del fuerte control en la frontera con Brasil, con un Cuartel Militar a la entrada a la Barra del Chuy de Brasil( hoy convertido en Museo) y de la presencia de dos enclaves militares a apenas 25 kilómetros de Puimayen (Fortín de San Miguel, Fortaleza de Santa Teresa) desde Puimayen salían en entraban diversos materiales desde libros, cintas de audio para el interior y exterior, algunos de los cuales eran recogidos por la emisión en ONDA CORTA por emisoras de Radio, como el caso de Radio Nacional de Tokio, Japón...en su informativo en español a las 03.30 a. m. hora uruguaya.
No es la única historia oculta de PUIMAYEN, el árbol por excelencia es la acacia negra, símbolo de incorruptibilidad que ha asentado sus arenas. Pero la historia más singular es sin dudas que fueron los propietarios únicos del fraccionamiento de Puimayen, los que auspiciaron las trasmisiones de Carlos Sole en CX8 Radio Sarandí del Mundial de 1950 en Brasil, último triunfo mundialista del Uruguay. Desde esa fecha se remontan los orígenes del Balneario, que tiene sus casco antiguo. Durante la Segunda Guerra Mundial, el cable subterráneo que unía Río de Janeiro con esta región tenía un punto de referencia en la costa atlántica donde se recibían en enviaban mensajes telegráficos.
En 2015 y ante la falta de una imagen que representara al balneario, un grupo de vecinos le solicitan al Diseñador Gráfico Daniel Montañés Mendieta, habitual veraneante de la zona que cree un diseño que la represente. Ahí se inspira en las bellezas naturales y las historias del lugar, uniendo los hermosos atardeceres de arenas doradas, junto a la acacia negra y la mano que recibe a pobladores y veraneantes.

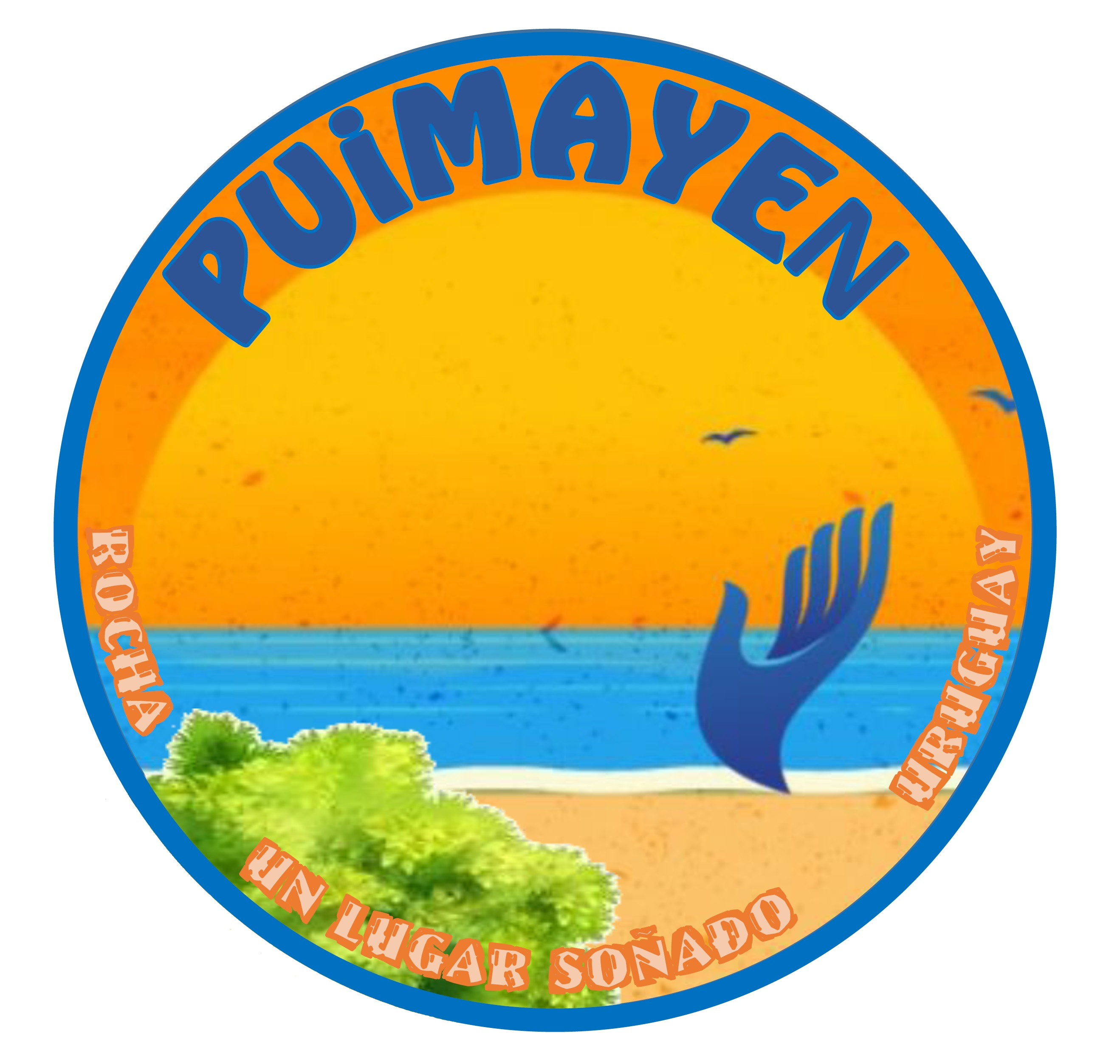
Logo del Balneario Puimayen

## La Mano
1973 - LA MANO - Monumento de la resistencia democrática a la dictadura militar instalada en Uruguay. Es obra del escultor Lascanense R. Alberti, la obra fue derrumbada por orden del gobierno del momento, pero el escultor volvió a reconstruirla. Cuando estaba prohibida la reunión de tres uruguayos en la costa, Alberti con una simple toalla amarilla anunciaba la presencia de efectivos militares, policiales o de la prefectura naval. Próximo a su emplazamiento existía la colonia de vacaciones de la Federación Nacional de Magisterio, donde en la década de los 60 concurría el Maestro Julio Castro. Durante el Gobierno Militar (1973-1985) se realizaban reuniones donde se intercambiaba información interna y externa, fundamentalmente entre algún sector del partido colorado, Movimiento Nacional de Rocha y Movimiento Por la Patria del Partido Nacional, y sectores del recientemente formado Frente Amplio. Los militares allanaron la Casa del Maestro, la vivienda fue reiteradamente saqueada, hasta que la FUM determinó su demolición, pero en su predio fue construido a partir del 2014 un moderno Camping. A pesar del fuerte control en la frontera con Brasil, con un Cuartel Militar a la entrada a la Barra del Chuy de Brasil( hoy convertido en Museo) y de la presencia de dos enclaves militares a apenas 25 kilómetros de Puimayen (Fortín de San Miguel, Fortaleza de Santa Teresa) desde Puimayen salían en entraban diversos materiales desde libros, cintas de audio para el interior y exterior, algunos de los cuales eran recogidos por la emisión en ONDA CORTA por emisoras de Radio, como el caso de Radio Nacional de Tokio, Japón...en su informativo en español a las 03.30 a. m. hora uruguaya. Lo que realmente irritaba al gobierno militar uruguayo, es que se trata de una mano izquierda nacida desde un corazón, donde sus tres primeros dedos forman una unidad- similar a la revolución francesa - (Libertad, Igualdad, Fraternidad), al mirar el Monumento desde la costa de Barra del Chuy, se observa que el cuarto y el quinto dedo aprisionan como tenaza al primero de ellos,(Libertad), pero a su vez estos dos últimos tratan en el horizonte del océano tapar el amanecer. Durante la Administración que dirigiese Artigas Barrios al frente de la Intendencia Municipal de Rocha, se construyó un paseo donde se observa el amanecer en todo su esplendor. Al diseñar el parque la IMR cambio la ubicación del Monumento, rotando la mano- por lo que este hecho visible antes ahora no lo es.